# Bebel García García
Bebel García García, nacido en Ribadeo en 1914 y fallecido en La Coruña el 29 de julio de 1936, fue un futbolista y político gallego.

## Trayectoria
Futbolista del Deportivo de la Coruña. Trabajaba en el negocio familiar de fábrica de lejía. Militante de las Juventudes Socialistas de La Coruña, se incorporó a las Juventudes Socialistas Unificadas. Con la sublevación del 18 de julio de 1936 fue detenido y juzgado en la Coruña por rebelión militar. Condenado a pena de muerte, fue ejecutado en Punta Herminia con su hermano France.

## Galería

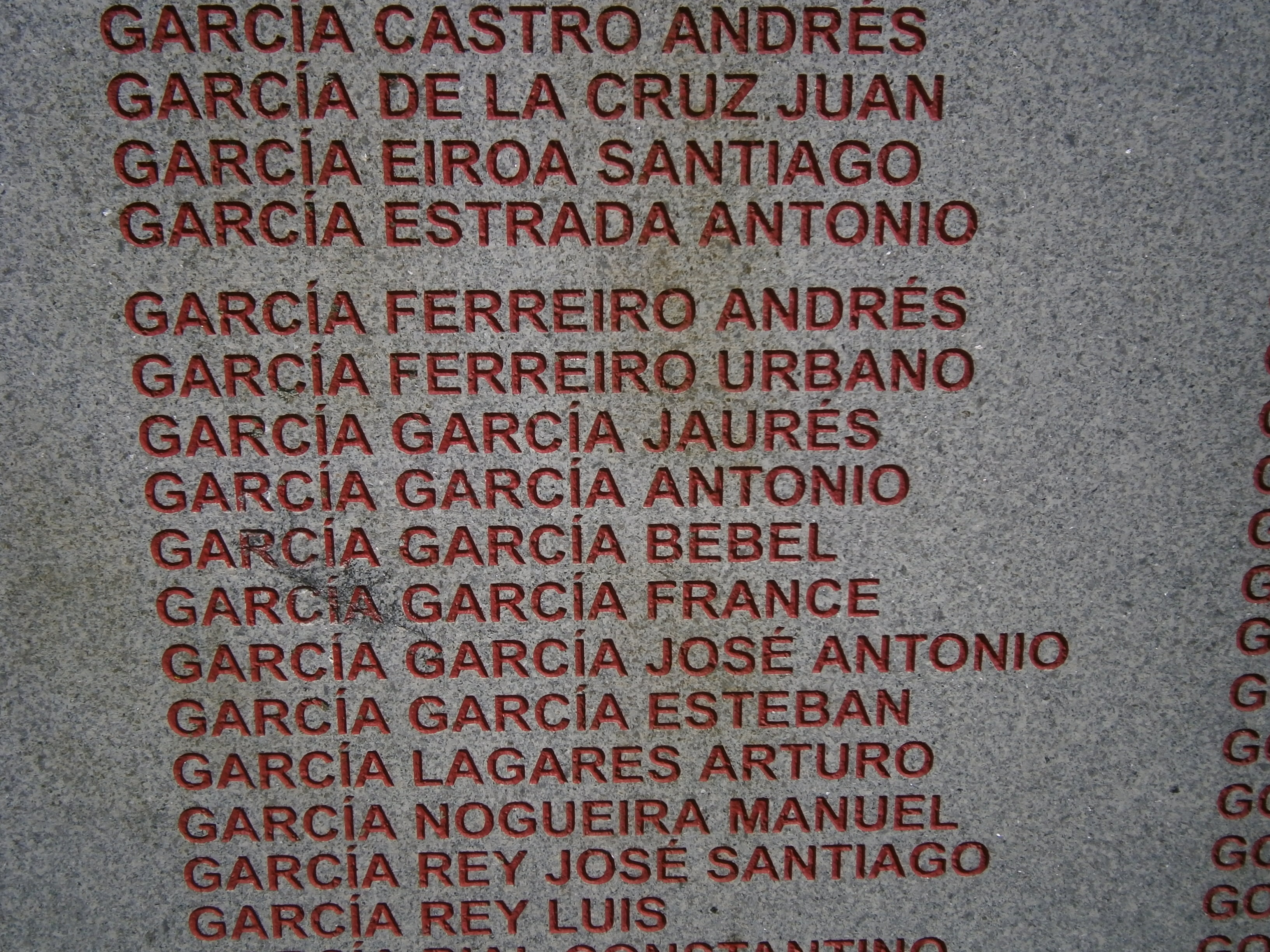
Monumento a los represaliados por el franquismo en La Coruña. Detalle con los nombres de los hermanos García García.
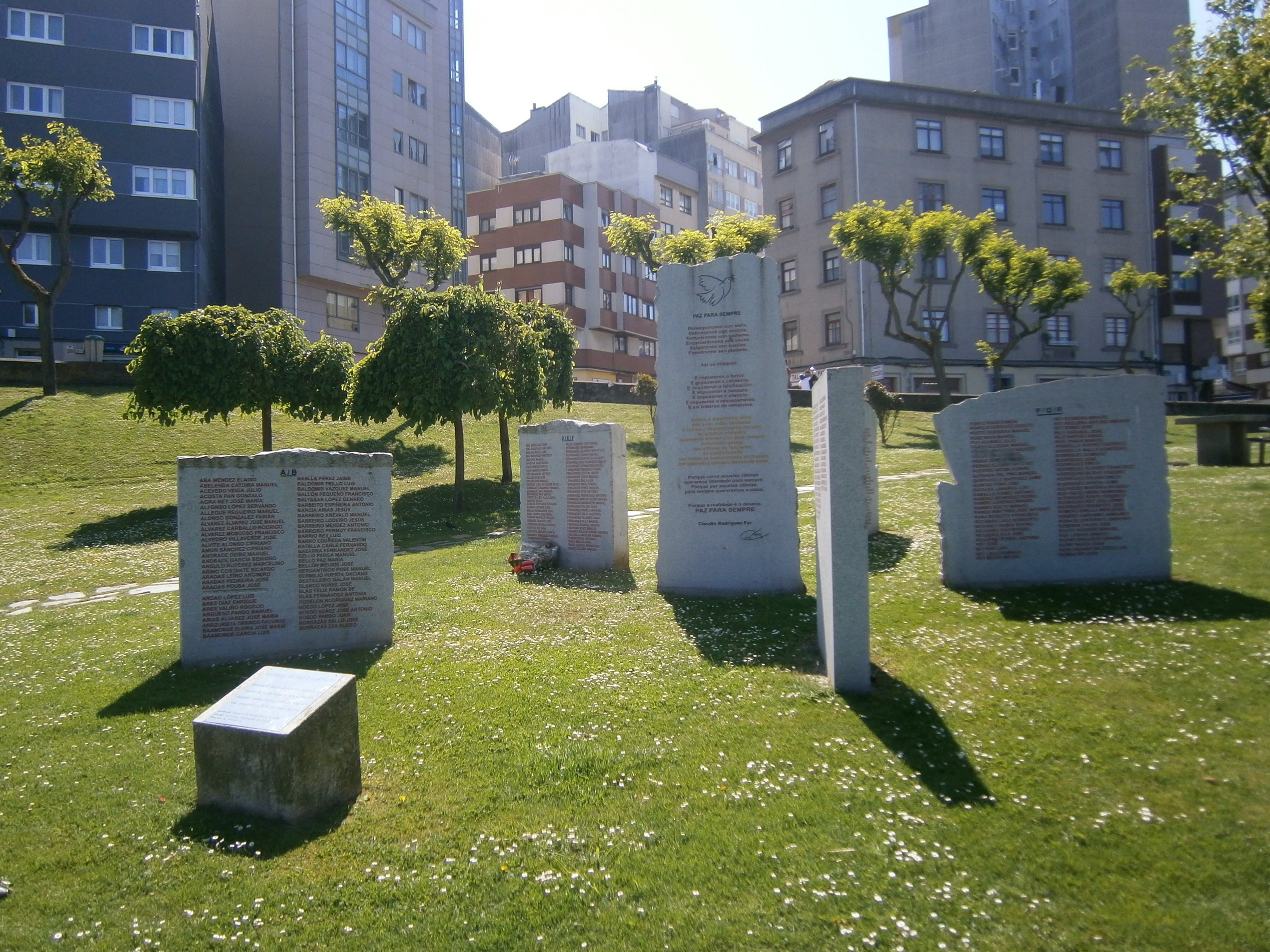
Monumento a los represaliados por el franquismo.